# Madonna della seggiola
Madonna della seggiola är en oljemålning av den italienske renässannskonstnären Rafael. Den målades 1514–1515 och är utställd på Palazzo Pitti i Florens. 
Verket är cirkelformat, en så kallad tondo, med en diameter på 71 cm. Den porträtterar Jungfru Maria, Jesusbarnet och Johannes Döparen. Den utfördes i Rom i samband med att konstnären arbetade med Rafaels stanzer, men hade redan 1598 hamnat i medicéernas ägo i Florens.